# Lénárth Elek
Lénárth Elek (Királyhida, 1920. augusztus 12. – Budapest, 1984. május 6.) karmester, kürtművész.

## Életpályája
Tanulmányait a Debreceni Református Kollégiumban végezte, ahol teológiát tanult. Ezzel párhuzamosan a budapesti Liszt Ferenc Zeneművészeti Főiskola zeneszerzés és kürt szakán (Romagnoli Ferenc) tanult. 
1945-től a Kádár Kata Népi Kollégium nevelőtanára volt. 1948-tól a Magyar Néphadsereg nevelő-, majd politikai tisztje, a kulturális alosztály vezetője volt. 1952–1957 között az Országos Filharmónia főtitkáraként dolgozott. 1957–1983 között a Népművelési Intézet főmunkatársa volt. 1957–1964 között a Magyar Rádió Zengjen a muzsika műsorának szerkesztője volt. 1970–1983 között a Dorogi Koncert-fúvószenekar karmestere volt.
Nemzetközi versenyeken többször első díjat nyert, zenekarával részt vett számos külföldi turnén. Haláláig a Kórusok Országos Tanácsának elnökségi tagja volt. Számos fúvószenekari darabot, átiratokat és hangszereléseket írt.
A Farkasréti temetőben lévő sírját felszámolták.